# Seidenstraßen: das Straßennetzwerk des Chang'an-Tianshan-Korridors
Seidenstraßen: das Straßennetzwerk des Chang'an-Tianshan-Korridors ist eine von der UNESCO gelistete Stätte des Weltkulturerbes. Die serielle transnationale Welterbestätte umfasst insgesamt 33 Stätten in der Volksrepublik China, Kirgisistan und Kasachstan.

## Hintergrund
Als Seidenstraße wird ein Netzwerk von Handelsstraßen bezeichnet, das in Antike und Mittelalter den Mittelmeerraum auf dem Landweg über Zentralasien mit Ostasien, insbesondere dem Kaiserreich China verband. Seinen Namen erhielt das Straßennetz dadurch, dass darüber Seide aus China nach Europa exportiert wurde.
Wichtigster Anlaufpunkt der Straße in China war die antike Stadt Chang’an, Chinas „Tor zur Welt“, in der Nähe des heutigen Xi’an. Die Hauptroute verlief vom Mittelmeer durch den Iran, weiter über Buchara, Samarkand und Kokand durch das Ferghanatal, überquerte das Tian-Shan-Gebirge bei Osch und erreichte bei Kaschgar das Tarimbecken. Nördlich oder südlich der Taklamakan-Wüste ging es weiter nach Dunhuang und von dort aus über Anxi weiter bis Chang’an. Ein Nordostzweig führte von Samarkand aus über Taschkent nördlich des Tian-Shan-Gebirges über Beshbaliq (bei Ürümqi) und Turpan (Turfan) und vereinigte sich bei Anxi wieder mit dem Hauptzweig. Im Einzelnen gibt es weitere kleinere Verzweigungen, beispielsweise auch eine Querverbindung von der Nordostroute zur Hauptroute über Bischkek, entlang des Yssyk-Köl-Sees über den Tian Shan ins Tarimbecken.
Die ausgewählte Teilstrecke vom Siebenstromland in Zentralasien durch den Tian Shan bis nach Zentralchina ist etwa 5000 Kilometer lang. Entlang der verzweigten Route liegen größere Städte, kleinere Handelssiedlungen, Felsentempel und andere religiöse Stätten. Die Welterbestätte umfasst weiter antike Wege, Pässe und Befestigungen sowie das Grab des chinesischen Entdeckers Zhang Qian (195–114 v. Chr.), dessen Reisen und Berichte zu verstärkten Handelsbeziehungen zwischen China und Zentralasien und damit zur Entwicklung der Seidenstraße führten. Ebenfalls an der ausgewählten Trasse liegen die bereits getrennt in das Welterbe aufgenommenen Stätten Mogao-Grotten (1987, Ref. 440, Lage) und Longmen-Grotten (2000, Ref. 1003, Lage).

## Eintragung
Der gemeinsame Vorschlag der Volksrepublik China, Kirgisistans und Kasachstans mit dem Titel Seidenstraßen: das Straßennetzwerk des Chang'an-Tianshan-Korridors wurde 2014 aufgrund eines Beschlusses der 38. Sitzung des Welterbekomitees in die Liste des UNESCO-Welterbes eingetragen.
Die Eintragung erfolgte aufgrund der Kriterien (ii), (iii), (v) und (vi).

## Umfang
Die serielle Welterbestätte besteht aus 33 voneinander getrennten Stätten. Diese umfassen insgesamt einen Schutzbereich von 42.668,16 ha. Die einzelnen Schutzbereiche sind jeweils von Pufferzonen umgeben, die insgesamt eine Fläche von 189.963,1 ha haben.
Von diesen Stätten liegen 22 in der Volksrepublik China, 8 in Kasachstan und 3 in Kirgisistan. Die Stätten sind nach folgenden geografischen Regionen gruppiert:
Siebenstromland (Stätten in Kasachstan und Kirgisistan)
Nördlicher und Südlicher Tian Shan (Stätten in der Autonomen Region Xinjiang in China)
Hexi-Korridor (Stätten in der Provinz Gansu in China)
Zentralchina (Stätten in den Provinzen Shaanxi und Henan)

## Übersicht
Die einzelnen Stätten sind kategorisiert und nummeriert nach:
C = Stätten zentraler Städte (City)
S = Stätten von Handelssiedlungen (Settlement)
T = Stätten von Transport- und Verteidigungseinrichtungen (Transport)
R = Religiöse Stätten (Religion)
A = Zugeordnete Stätten (Associated)
| Ref.-Nr. | Nr.    | Bezeichnung                                                                  | Standort                                               | Schutzbereich | Pufferzone   | Bild           |
| -------- | ------ | ---------------------------------------------------------------------------- | ------------------------------------------------------ | ------------- | ------------ | -------------- |
| 1442-01  | C01-CN | Weiyang-Palast der Westlichen Han-Dynastie in Chang’an                       | Xi’an Shaanxi China (Lage)                             | 611,09 ha     | 5.422,02 ha  | weitere Bilder |
| 1442-02  | C02-CN | Stadt Luoyang von der Östlichen Han-Dynastie bis zur Nördlichen Wei-Dynastie | Luoyang Henan China (Lage)                             | 1.088,38 ha   | 8.882,06 ha  |                |
| 1442-03  | C03-CN | Daming-Palast der Tang-Dynastie in Chang’an                                  | Xi’an Shaanxi China (Lage)                             | 376,55 ha     | 267,05 ha    | weitere Bilder |
| 1442-04  | C04-CN | Dingding-Tor der Sui- und Tang-Dynastie in Luoyang                           | Luoyang Henan China (Lage)                             | 91,30 ha      | 2.932,48 ha  | weitere Bilder |
| 1442-05  | C05-CN | Stadt Kocho                                                                  | Turpan Xinjiang China (Lage)                           | 459,97 ha     | 51.207,80 ha | weitere Bilder |
| 1442-06  | C06-CN | Stadt Yar-Khoto                                                              | Turpan Xinjiang China (Lage)                           | 680,33 ha     | 2.522,25 ha  | weitere Bilder |
| 1442-07  | C07-CN | Stadt Beshbaliq                                                              | Changji Xinjiang China (Lage)                          | 385,15 ha \|  | 789,54 ha \| |                |
| 1442-08  | C08-KG | Stadt Sujab (Stätte von Ak-Beschim)                                          | Rajon Tschüi Oblus Tschüi Kirgisistan (Lage)           | 37,78 ha      | 1.360 ha     |                |
| 1442-09  | C09-KG | Stadt Balasagun (Stätte von Burana)                                          | Rajon Tschüi Oblus Tschüi Kirgisistan (Lage)           | 36,58 ha      | 1900 ha      | weitere Bilder |
| 1442-10  | C10-KG | Stadt Nawekat (Stätte von Krasnaja Retschka)                                 | Rajon Yssyk-Ata Oblus Tschüi Kirgisistan (Lage)        | 743,31 ha     | 3265 ha      | weitere Bilder |
| 1442-11  | C11-KZ | Stätte von Kajalyk                                                           | Audan Sarqan Gebiet Almaty Kasachstan (Lage)           | 85,2 ha       | 146,1 ha     |                |
| 1442-12  | S01-KZ | Stätte von Talghar                                                           | Audan Talghar Gebiet Almaty Kasachstan (Lage)          | 55,7 ha       | 329,3 ha     |                |
| 1442-13  | S02-KZ | Stätte von Aqtöbe                                                            | Audan Schu Gebiet Schambyl Kasachstan (Lage)           | 4.135ha       | 702 ha       |                |
| 1442-14  | S03-KZ | Stätte von Qulan                                                             | Audan Turar Rysqulow Gebiet Schambyl Kasachstan (Lage) | 1.113 ha      | 561 ha       |                |
| 1442-15  | S04-KZ | Stätte von Ornek                                                             | Audan Turar Rysqulow Gebiet Schambyl Kasachstan (Lage) | 6.549 ha      | 4.294,5 ha   |                |
| 1442-16  | S05-KZ | Stätte von Akyrtas                                                           | Audan Turar Rysqulow Gebiet Schambyl Kasachstan (Lage) | 36 ha         | 736 ha       |                |
| 1442-17  | S06-KZ | Stätte von Kostobe                                                           | Audan Baisaq Gebiet Schambyl Kasachstan (Lage)         | 43 ha         | 95,5 ha      |                |
| 1442-18  | T01-CN | Hangu-Pass der Han-Dynastie im Kreis Xin’an                                  | Luoyang Henan China (Lage)                             | 98,77 ha      | 463,41 ha    |                |
| 1442-19  | T02-CN | Shihao-Abschnitt der Xiaohan-Route                                           | Sanmenxia Henan China (Lage)                           | 37,17 ha      | 1.206,72 ha  |                |
| 1442-20  | T03-CN | Stadt Suoyang                                                                | Jiuquan Gansu China (Lage)                             | 15.788,60 ha  | 23.424,66 ha | weitere Bilder |
| 1442-21  | T04-CN | Poststation Xuanquanzhi                                                      | Dunhuang Gansu China (Lage)                            | 824,26 ha     | 2.647,39 ha  |                |
| 1442-22  | T05-CN | Yumen-Pass                                                                   | Dunhuang Gansu China (Lage)                            | 5.967,80 ha   | 50.923,02 ha | weitere Bilder |
| 1442-23  | T06-CN | Leuchtturm von Kizilgaha                                                     | Aksu Xinjiang China (Lage)                             | 100,00 ha     | 6.608,69 ha  |                |
| 1442-24  | T07-KZ | Stätte von Karamergen                                                        | Audan Balqasch Gebiet Almaty Kasachstan (Lage)         | 7,9 ha        | 47,7 ha      |                |
| 1442-25  | R01-CN | Kizil-Grotten                                                                | Aksu Xinjiang China (Lage)                             | 1.798,48 ha   | 9.849,17 ha  | weitere Bilder |
| 1442-26  | R02-CN | Buddhistische Ruinen von Subashi                                             | Aksu Xinjiang China (Lage)                             | 854,11 ha     | 4.322,59 ha  | weitere Bilder |
| 1442-27  | R03-CN | Bingling-Tempel                                                              | Linxia Gansu China (Lage)                              | 132,62 ha     | 2.044,37 ha  | weitere Bilder |
| 1442-28  | R04-CN | Maijishan-Grotten                                                            | Tianshui Gansu China (Lage)                            | 483,71 ha     | 1.259,28 ha  | weitere Bilder |
| 1442-29  | R05-CN | Dafosi-Grotten                                                               | Xianyang Shaanxi China (Lage)                          | 34,68 ha      | 587,26 ha    |                |
| 1442-30  | R06-CN | Große Wildganspagode                                                         | Xi’an Shaanxi China (Lage)                             | 5,33 ha       | 354,32 ha    | weitere Bilder |
| 1442-31  | R07-CN | Kleine Wildganspagode                                                        | Xi’an Shaanxi China (Lage)                             | 3,97 ha       | 345,82 ha    | weitere Bilder |
| 1442-32  | R08-CN | Xingjiao-Tempel                                                              | Xi’an Shaanxi China (Lage)                             | 2,08 ha       | 428,77 ha    | weitere Bilder |
| 1442-33  | A01-CN | Grab des Zhang Qian                                                          | Hanzhong Shaanxi China (Lage)                          | 1,34 ha       | 37,36 ha     |                |